# Apricena
Apricena là một đô thị thuộc tỉnh Foggia trong vùng Puglia ở Ý. Đô thị này có diện tích 171 km², dân số thời điểm 31 tháng 12 năm 2004 là 13.664 người. 
Đô thị này giáp với các đô thị sau: Lesina, Poggio Imperiale, Rignano Garganico, San Marco in Lamis, San Paolo di Civitate, San Severo, San Nicandro Garganico.